# Horst Schnellhardt

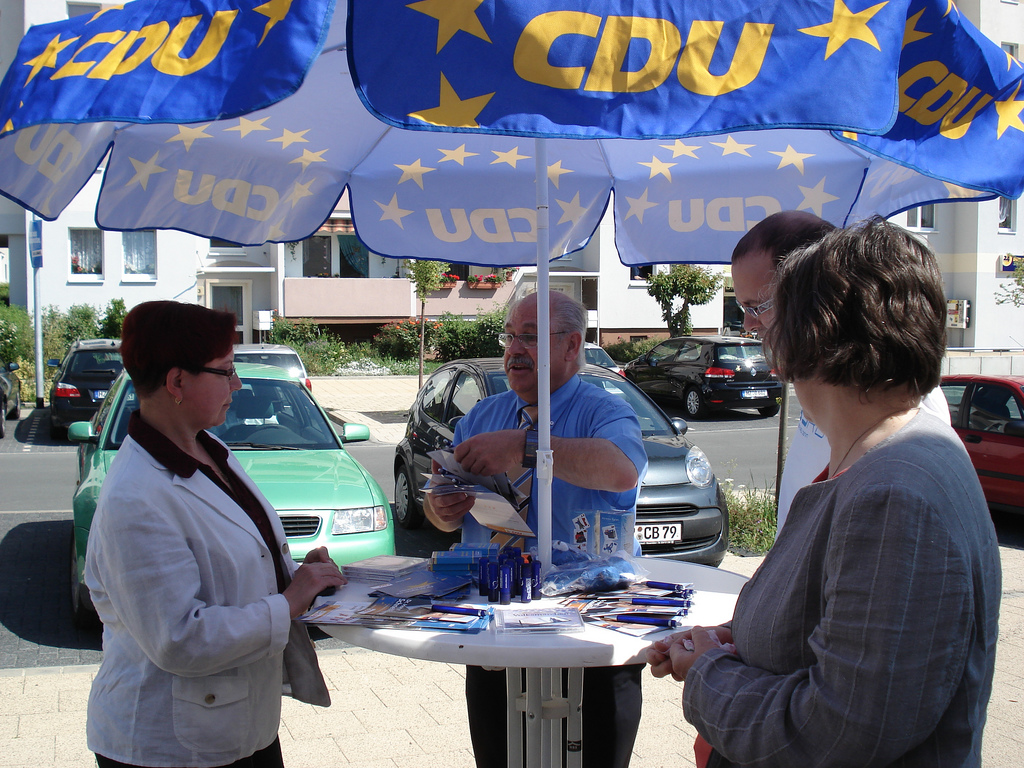
Horst Schnellhardt (de mijloc), 2009

Horst Schnellhardt (n. 12 mai 1946) este un om politic german, membru al Parlamentului European în perioada 1999-2004 din partea Germaniei.
1. ↑  Deputații în Parlamentul European